# من جبالنا
مِنْ جِبَالِنَا طَلَعَ صَوْتُ الأَحْرَارْ هي أنشودة وطنية من بين الأناشيد الوطنية الجزائرية.

## القصيدة
هذه الأنشودة الوطنية ألفها محمد العيد آل خليفة خلال عام 1931م، ولحنها محمد الهادي شريف في 28 مارس 1942م.
وتُعتبر هذه الأنشودة من أشهر النصوص الثورية التي خلدت ثورة تحرير الجزائر وتتكون من ستة عشر بيتا شعريا مقروضا وفق عروض بحر المضارع.
وقد تم الأداء الفني لهذه الأبيات من طرف الفرقة الفنية لجبهة التحرير الوطني قبل استقلال الجزائر، وأداها جماعيا كل من فناني أوركسترا الإذاعة الجزائرية، وأوركسترا التلفزيون الجزائري، وكذلك أوركسترا أوبرا الجزائر
كما اعتمدت وزارة التربية الجزائرية هذا النشيد مع قَسَمًا، وفداء الجزائر، وشعب الجزائر مسلم، واشهدي يا سماء، وجزائرنا يا بلاد الجدود، وعليك مني سلام يا أرض أجدادي، ويا شهيد الوطن، في برامجها التكوينية.

## نص النشيد
من جبالنا طلع صوت الأحرار
ينادينا للاستقلال
ينادينا للاستقلال
لاستقلال وطننا.
تضحيتنا للوطن خير من الحياة.
أضحي بحياتي وبمالي عليك.
يا بلادي يا بلادي أنا لا أهوى سواك.
قد سلا الدنيا فؤادي وتفانى في هواك.
كل شيء فيك ينمو حبه مثل النبات.
يا ترى يأتيك يوم تزدهي فيه الحياة.
نحن بالأنفس نفدي كل جزء من ثراك.
إننا أشبال أسد فاصرفينا لعداك.
لك في التاريخ ركن مشرق فوق السماك.
لك في المنظر حسن ظل يغري ببهاك.
نحن سور بك دائر وجبال راسيات.
نحن أبناء الجزائر أهل عزم وثبات.
من جبالنا طلع صوت الأحرار
ينادينا للاستقلال.
ينادينا للاستقلال لاستقلال وطننا.

## وصلات خارجية

### فيديوهات
- أنشودة: من جبالنا طلع صوت الأحرار، ينــــاديـــــنا للاستــــقـــــلال على يوتيوب